# Культурна пам'ять
Вперше термін культурна пам'ять був використаний німецьким египтологом Яном Ассманом у роботі «Культурна пам'ять», у якій він розвинув теорію колективної пам'яті Моріса Альбвакса.
Ян Ассман і пізніші вчені, наприклад Андреас Хюссен, Алейда Ассман, почали цікавитись пам'ятю, яка може бути проілюстрована такими явищами як меморіальні комплекси та культура ретро, та мнемонікою з початку 1980-х років.
Оскільки пам'ять не є виключно індивідуальним, особистим досвідом, а також частиною колективного — культурна пам'ять стала темою досліджень як у історіографії (П'єр Нора, Річард Тердіман), так і у культурології (Сьюзен Стюарт, Маріанна Гірш).  Ці напрямки виділяють процес пам'яті (історіографія) та її підтекст і об'єкти (культурологія). Утворилось дві наукові школи: одна стверджує, що теперішнє визначає наше розуміння минулого; друга — що минуле впливає на нашу поведінку у теперішньому.

## Історіографічний підхід

### Час
Для розуміння явища культурної пам'яті важливо розмежовувати пам'ять та історію. Це розмежування висунув П'єр Нора, який вказав на нішу між історією та пам'яттю.
Вчені розходяться у думках, коли розповсюдилось це уявлення. Нора стверджує, що це відбулось під час формування європейських національних держав. Річард Тердімен точкою відліку вважає Французьку революцію: зміни у політичній системі, а також початок індустріалізації та урбанізації, зробили життя складнішим. Як результат, людям не тільки стало важче розуміти нове суспільство, але й встановити єдине ставлення до минулого до революції. Розуміння минулого стало можливим тільки за допомогою історії. Коли люди усвідомили, що історія є лише однією із версій минулого, вони все більше і більше почали перейматись власним культурним спадком (фр. patrimoine), який допомагав формувати колективну та національну ідентичність. Намагаючись знайти ідентичність, яка могла б об'єднати країну чи народ, уряди сконструювали колективні спогади у вигляді спогаді про померлих, які повинні були об'єднати групи меншин та тих, хто виступав проти будь-чого. Очевидним є той факт, що одержимість пам'яттю збігається зі страхом забуття та прагненням до автентифікації (підтвердженням власної ідентичності).
Однак пізніше виникають питання того, чи був час, коли існувала «чиста», неопосередкована пам'ять, як, наприклад, стверджує П'єр Нора. Деякі вчені, наприклад соціолог Тоні Беннетт, справедливо відмічають, що опосередковане уявлення про будь-що є ключовою умовою людського сприйняття загалом: спостерігати чисті та об'єктивні спогади неможливо.

### Простір
Поняття культурної історії часто сприймають невірно. Найчастіше це відбувається через те, що пам'ять сприймається надто вузько: як тимчасове явище. П'єр Нора першим почав з'єднювати пам'ять із фізичними місцями, які зараз відомі як місця пам'яті. У своїх працях він доводить, що вони є mises en abîme; об'єктами, що символізують більш складні моменти історії. Хоча він і концентрується на просторовому підході до процесу пригадування, вже у своїх ранніх історіографічних теоріях Нора зауважує, що пам'ять виходить за межі відчутних та візуальних аспектів, перетворюючись на гнучку та нестабільну. Ця проблематична властивість охарактеризована Р. Тердіменом як «повсякмісність» пам'яті. Одну з головних труднощів під час увічнювання минулого (як у візуальній, так і в абстрактній формі) викликає той факт, що воно не існує. Кожен спогад, під час намагання його відтворити, як стверджує Тердімен, стає «теперішнім минулим». І саме це ірраціональне бажання згадати щось, що зникло назавжди, породжує відчуття ностальгії, яке легко помітити і у багатьох аспектах повсякденного життя, і у предметах культури.

## Підхід культурологічних досліджень

### Втілена пам'ять
Віднедавна вчених зацікавлює «втілена пам'ять». Пол Коннертон стверджує, що тіло можна розглядати як контейнер, носій спогадів, двох різних типів соціальних практик; фіксації і залучення. Перша має на увазі всі види діяльності, які допомагають зберігати і діставати інформацію: фотографія, письмо, відео тощо. Друга має на увазі виконання певних вивчених актів шляхом фізичних дій, наприклад, вимовлене слово чи рукостискання. Такі акти здійснюються кожним індивідом окремо у несвідомому стані, і можна стверджувати, що така пам'ять, яка передається у жестах та звичках, більш справжньою, ніж «опосередкована» пам'ять, яка передається фіксацією.
Перші ідеї втіленої пам'яті, у якій минуле «знаходиться» у тілі індивіда, звертаються до таких робіт еволюціоністів кінця XIX століття як Жан-Батіст Ламарк та Ернст Геккель. Закон наслідування набутих ознак Ламарка і біогенетичний закон Геккеля висунули ідею про те, що індивід є сумою усієї попередньої історії (однак, обидві ці концепції не приймаються сучасною наукою).

### Об'єкти
До прикладу, пам'ять може зберігатись в об'єктах. Сувеніри та фотографії займають важливе місце у дискурсі культурної пам'яті. Деякі автори наголошують на тому, що відносини мід пам'яттю і об'єктами змінились у ХІХ столітті. Стюарт, наприклад, стверджує, що наша культура перестала бути культурою виробництва, а стала культурою споживання. Товари, як стверджує, Тердімен, під час масового виробництва і комодифікації, втратили «пам'ять власного виробництва». В той же час, говорить він, відносини між спогадами та об'єктами інституціоналізовано і експлуатується у формі торгівлі сувенірами. Ці незвичайні об'єкти можуть відноситись або до давнього минулого (антикваріат) чи віддаленому (екзотичному) місцю. Стюарт пояснює, яким чином сувеніри стають підтвердженням нашого досвіду, які існують тільки завдяки утворенню наративу.
Це уявлення можна легко застосувати до іншої дії, яка має особливі відносини з пам'яттю: фотографії. Кетрін Кінан пояснює, як процес фотографування може підкреслювати важливість спогаду, як індивідуального, так і колективного. Вона також стверджує, що фотографії можуть не тільки стимулювати або допомагати згадувати, але скоріше затьмарювати саму пам'ять, коли фотографії лежать в основі спогаду, або вони можуть слугувати нагадуванням схильності до забуття. Інші дослідники стверджують, що фотографія може стати частиною пам'яті, і таким чином підтримувати її.
Едварад Чейні ввів термін «культурний меморіал», який описує як загальні типи, наприклад обеліски та сфінкси, так і конкретні об'єкти, наприклад обеліск Домеціана, Абу-Сімбел чи «молодий» Мемнон, значення яких еволюціонує із часом. Варіації прочитання давньоєгипетських рукописів Геродотом, Плінієм, колекціонером Графом Арунделом, мандрівниками XVIII ст., Наполеоном, Шеллі, Вільямом Бенксом, Гаррієт Мартіно, Зигмундом Фройдом демонструє широкий спектр інтерпретацій, які були зроблені цими авторами, кожен з яких різною мірою захоплений реконструкцією власних намірів.

## Між культурою та пам'яттю: досвід
На відміну від збірної природі досліджень культурної пам'яті, існує і інша «школа», яка бере початок від постколоніальних та гендерних досліджень. Вона підкреслює важливість індивідуальних та окремих спогадів тих, чиї голоси зазвичай неможливо почути у натовпі: жінок, меншин, гомосексуалів тощо.
Досвід, пережитий чи уявний, відноситься до культури так само, як і до пам'яті. Обидва ці фактори впливають на нього, але і він у свою чергу визначає їх. Протиставляючи традиційну теорію жіночності і пережиток пам'яті, Фрігга Хауг приходить до висновку, що культура впливає на досвід, пропонуючи опосередковане сприйняття, яке впливає на нього. Історики, в свою чергу, наприклад Ніл Грегор, притримуються точки зору, що досвід впливає на культуру, особистий досвід можна обговорювати, і таким чином він перетворюється на колективний. Меморіал, наприклад, може уособлювати спільне відчуття втрати.
Вплив пам'яті стає очевидним у тому, як минуле відчувається у теперішніх умовах, згідно з Полом Коннертоном наприклад, її неможливо виокремити із людського існування. З іншого боку, саме сприйняття, ведене намаганням досягнути автентичності, прикрашає спогад, чітко виражене бажанням відчути реальне (С'юзен Стюарт). Таким чином, досвід є необхідним для інтерпретації культури та пам'яті, і навпаки.